# Transparant (VCH-kwartaaltijdschrift)
Transparant is het Nederlands kwartaaltijdschrift van de Vereniging van Christen-Historici.
Elk nummer van Transparant heeft een ander thema. Het laatste nummer van elke jaargang is gewijd aan het examenonderwerp geschiedenis voor het voortgezet onderwijs. In november 2006, bijvoorbeeld, verscheen er in dit kader een aflevering over dekolonisatie en Koude Oorlog in Vietnam.
Een greep uit de eerdere themanummers van Transparant levert het volgende op: de hugenoten, de schoolstrijd, het Kwaad, de Industriële revolutie, de Molukken, het Réveil, kerk en religie in het gedeelde Duitsland, de jaren vijftig en de jaren zestig.
In 2009 brengt Transparant onder meer specials uit over Johannes Calvijn en over confessionele politiek.